# British Columbia Highway 5
Der Highway 5  gliedert sich in zwei Abschnitte, den Coquihalla-Highway und den Southern Yellowhead Highway. Er stellt eine Verbindung zwischen Highway 1 und Highway 16 her, welche Abschnitte der nördlichen bzw. südlichen Route des Trans-Canada Highways sind. Im Gegensatz zu den sonst üblichen Highway-Kennzeichnungsschildern in British Columbia in blauer Schrift und Landeswappen darüber erfolgt die Kennzeichnung durch ein spezielles Schild: mit schwarzer Schrift vor dem Hintergrund eines gelben Kopfes (Yellowhead-Highway). Die Gesamtlänge des Highways beträgt 711 km. Davon sind 531 km, als sogenannte Core Route, Bestandteil des kanadischen National Highway System.

## Abschnitte

### Coquihalla Highway
Der Highway 5 hat seinen Beginn im Süden British Columbias, sieben Kilometer östlich von Hope zweigt er vom Highway 3 an der Ausfahrt 170 ab. Er verläuft in nördlicher Richtung entlang des Coquihalla-Rivers. Nach etwa 42 km wird die Passhöhe des Coquihalla-Passes (1244 m ü. NN) erreicht. Bei Kilometer 48 befindet sich die ehemalige Mautstation. Der Highway 5 war der einzige gebührenpflichtige Highway in British Columbia, die Mautpflicht wurde am 28. September 2008 abgeschafft. Der Highway folgt nun dem Coldwater River bis nach Merritt. Dort kreuzt er Highway 97C, die wichtige Verbindung ins Okanagan Tal. Dieser Highway gehört zur kürzesten Verbindung von Kelowna nach Vancouver und wird deshalb auch Okanagan Connector genannt.
Der Highway folgt nun nordöstlicher Richtung, beim Walloper Provincial Park mündet Highway 97D in den Highway 5 ein. Letzten Endes mündet Highway 5 wieder in den Highway 1 ein (westlich von Kamloops, Ausfahrt 362), der in diesem Abschnitt gemeinsam mit Highway 97 führt.

### Southern Yellowhead Highway
In östlicher Richtung folgt Highway 5 den beiden eben genannten bis durch Kamloops hindurch. Am Ortsende führen die Highways 1 und 97 östlicher Richtung, Highway 5 geht weiterhin Richtung Norden, die Trennung erfolgt an Ausfahrt 374. Er folgt nun dem Flusslauf des Thompson River. Bei Little Fort zweigt Highway 24 ab. Der Highway folgt weiter Richtung Norden, ab Clearwater verläuft der Frasier und damit auch Highway 5 Richtung Osten, um dann wieder nordwärts zu laufen. Bei Tête Jaune Cache (tête jaune = engl. yellow head = dt. gelber Kopf) mündet Highway 5 dann in den Highway 16, den eigentlichen Yellowhead Highway.

## Sehenswürdigkeiten

### Coquihalla Canyon Provincial Park
Etwa 9 km östlich von Hope befindet sich der Coquihalla Canyon Provincial Park. Der Park wird vom Kettle Valley Trail durchquert. Der Trail folgt der Strecke der ehemaligen Kettle Valley Railway und überquert im Park zweimal den Coquihalla River. Dabei befinden sich die Flussüberquerungen jeweils zwischen zwei Eisenbahntunnel, von denen es insgesamt fünf im Park gibt.

### Coquihalla Pass
Ca. 50 km nördlich von Hope findet sich der namensgebende Pass. Die Passhöhe beträgt 1244 m über NN. Nördlich der Passhöhe befand sich die einstige Mautstation.

### Coldwater River Provincial Park
Der Park ist Bestandteil eines First-Nations-Reservats südlich von Merritt. Sowohl der Coquihalla River als auch der Coldwater River haben ihre Quellen in diesem Park. Ausgewiesene Wanderwege gibt es keine, es ist jedoch ein Campingplatz circa acht Kilometer abseits des Highways gelegen.

### Walloper Lake Provincial Park und Lac Le Jeune Provincial Park
Der Walloper Lake Provincial Park und der Lac Le Jeune Provincial Park befinden sich in unmittelbarer Nachbarschaft zum Highway, ca. 50 km nördlich von Merritt. Die Parks eignen sich besonders zum Angeln, vorzugsweise Regenbogenforellen lassen sich dort fangen.

### Wells Gray Provincial Park
Der Wells Gray Provincial Park umschließt ca. 5400 km² großes Areal im Bereich des Wells Gray-Clearwater-Vulkanfelds. Der Park ist über seinen einzigen Zugang, den Wells Gray Korridor erschlossen, der in Clearwater nach Norden vom Yellowhead Highway abzweigt.